# Cyphipelta rufocyanea
Cyphipelta rufocyanea är en tvåvingeart som först beskrevs av Walker 1835.  Cyphipelta rufocyanea ingår i släktet Cyphipelta och familjen blomflugor. Inga underarter finns listade i Catalogue of Life.